# Медфорд (город, Миннесота)
Медфорд (англ. Medford) — город в округе Стил, штат Миннесота, США. На площади 1,8 км² (1,8 км² — суша, водоёмов нет), согласно переписи 2002 года, проживают 984 человека. Плотность населения составляет 557,9 чел./км².
- Телефонный код города — 507
- Почтовый индекс — 55049
- FIPS-код города — 27-41426[1]
- GNIS-идентификатор — 0647731[2]